# آي أي في تي ملون
آي أي في تي ملون (بالإنجليزية: IA/VT Colorful)‏ هي لعبة فيديو ايقاعية تم إنتاجها في 30 يونيو 2015 لأجهزة بلاي ستيشن فيتا ومطورة من قبل شركة مارفيلوس احتلت هذا اللعبة المركز الأول ضمن أكثر العاب الفيديو ربح في أكتوبر 2015.